# サトウの切り餅
サトウの切り餅（サトウのきりもち）は、日本のサトウ食品が1973年より製造、販売する切り餅の商品名。
「包装餅の歴史を塗り替えるエポックメイキングな製品」と称される。

## 概要
ひと切れずつ包装された加工食品の餅である。
売上増減の激しい業界市場であるが、生産量は年間5万トンから6万トン前後と安定しており、包装餅市場におけるシェアは約25パーセントで業界トップである。

## 歴史

### 前史
サトウ食品の前身である佐藤勘作商店は、1958年より正月用のし餅の製造をはじめ、販売数は順調に伸びていった。しかしながら、当時の餅製造販売業者は「餅にカビが生える」という問題を抱えており、ほとんど解決不可能と思われていた。
餅製造業界は、薬品メーカーの指導によって1963年に餅のとり粉に防腐剤を混ぜたのし餅を発売し、サトウ食品でも味噌や醤油には使用が許可されていた防腐剤を添加した商品を販売するが、食品衛生法に抵触するものとして監督庁から他社ともども摘発を受け、「毒餅事件」として糾弾されることになった。翌1964年に新潟県食品研究所（現・新潟県農業総合研究所食品研究センター）が、「ロケット包装」と呼ばれるフィルム包装ごと摂氏80度で湯殺菌する包装餅の技術を開発する。これを使用したハムのような形をした包装餅は、保存期間が約2週間と伸び、サトウ食品も製造販売することになる。当初、この形状では食べ難いと消費者の評判は今ひとつだったため、サトウ食品は1965年にのし餅の縦横に筋を入れ、簡単に割れるようにしたリテナー成型板餅を開発し、「サトウの板餅・サクラコトブキ印」と名付けて発売した。食べやすくなったこともあるが、半真空状態で餅を保存したことで保存期間が6カ月に伸びた、なお、「サトウの板餅」の生産は少なくとも2005年まで続けられていた。しかし、2024年時点のサトウ食品公式サイトの商品情報には板餅という商品分類すら存在せず、板餅自体が既に生産されていない可能性がある。

### サトウの切り餅の発売
サトウ食品で包装餅開発を推進していたのは後に社長に就任する佐藤功であった。餅の味は米の種類によっても変わるが、その変化量は消費者を驚かせる程ではない。ならば、包装の仕方と餅の形を改善し、消費者にとって“いいもの”を作るべきではないかとの佐藤の考えによるものである。「サトウの板餅・サクラコトブキ印」は好評な商品であったが、一度包装を開けると16切れの餅を一度に消費する必要があり、また、より長く保存したいという消費者の声も多かった。
レトルト殺菌釜、ロータリー真空機、三連包装機、耐熱性資材という多数の革新的な機械を導入して完成させた佐藤の自信作、「サトウの切り餅」を1973年に発売開始する。保存期間は1年に伸び、導入された機械は製造作業効率を向上させた。また、食べやすさを考慮し、導入された三連のコンパクトな包装と合わせて消費者の支持を獲得した。
「いつでも食べられる通年商品」となった餅に対し、サトウ食品は「朝食もちキャンペーン」を展開し、ポスターやチラシ、小冊子などを通して大々的な宣伝を実施した。当時売り出し中だった歌手・西川峰子（現・仁支川峰子）を起用したTVコマーシャルは印象的な猪俣公章作曲のメロディ、商標名を連呼する歌詞と共に「サトウの切り餅」の知名度を上げる要因にもなり、餅が正月だけの食べ物ではなくなったことをアピールし、日本人の認識を変化させてゆくことになった。
「サトウの切り餅」発売から3年後の1976年の製造量は約3万トン、板餅の製造を始めた頃の約30倍となっていた。

### 無菌化包装
サトウの切り餅の製造に用いられている殺菌包装は衛生的に優れており、長期保存にも適した技術であったが、加熱処理を行う関係上、つきたての餅が持つおいしさを失ってしまうという問題点があった。1980年代に向けて日本社会では飽食、グルメ、個食が急速に進んでおり、消費者は更なる美味しさ、更なる便利さを商品に求めていた。
1979年に脱酸素剤が登場し、萩の月などに用いられて保存料を使わずに賞味期限を延長することを可能にした。
サトウ食品では、無菌状態のクリーンルームで生のままの餅をまとめて袋に入れた無菌化包装餅を開発し、これに脱酸素剤を封入することによって、餅本来の風味はそのままに長期保存を可能とした「サトウの切り餅・つきたてバラ入り」を1980年に発売した。1983年には、餅業界としては初となる生の餅を一個一個無菌的に包装した製品「サトウの切り餅・つきたてシングルパック」を発売する。シングルパックでは残っていた問題、酵母による発酵の問題も解決されることになった。
これらの商品もまた好評で、1986年には「サトウの切り餅・つきたてシングルパック」の売上げはサトウ食品の殺菌包装餅を追い抜き、以降、主力製品としてベストセラーを続けている（2005年時点）。

### 次世代の包装餅へ
殺菌包装から無菌化包装へと進化してきた包装餅であったが、製造技術的にはほぼ完成したと考えられており、2005年時点までに大胆な変革は起こっていない。
サトウ食品は「機能の追求」に舵を切り、包装餅に付加価値を加えた商品を開発してゆくことになった。
1993年に発売された「サトウの鏡餅」は、丸餅のシングルパックとした上で外から見ても鏡餅の形状であるが、中を開けると切り分けられた餅という実用本位の製品を発売した。発売当初は業界内からの批判もあったが、消費者の支持を獲得し、以降はこのタイプの鏡餅が市場の主力製品となってゆく。
2003年に発売された「サトウの切り餅・パリッとスリット」は「サトウの切り餅・つきたてシングルパック」のひとつひとつの餅に切れ目を入れたもので、焼いた時にふっくら焼けるよう加工した製品である。調理前に切れ目から手で割ることができるので、小分けして料理に使うのにも便利な餅となっている。消費者ニーズを吸い上げて開発した商品であり、消費者の反応も良好である。

## 「切り餅」特許訴訟
越後製菓は、2003年に発売の「サトウの切り餅・パリッとスリット」で用いられている餅への切れ目を入れる方式が、越後製菓が2002年に申請した特許を侵害しているものとして2009年に特許訴訟を起こした。
2012年の最高裁判決でサトウ食品の敗訴が確定した。

## CM
サトウのごはん共々、サトウの切り餅のテレビCMで用いられている様々なCMのメロディーは消費者にとって印象が深い。
しかしながら、原油価格の高騰など原材料費の値上げから大幅なコスト削減を迫られ、サトウ食品では2008年から年間9億円弱から3億円弱へと大幅なテレビCMの縮小を実施した。結果的にPR不足から売り上げは4.9パーセント減少したが、テレビCMなどのコスト削減の幅の方が大きかったため、営業利益は3.2倍の9億円を確保した。
宣伝広告費の縮小は2010年度も継続しており、1980年代のCMで用いたフレーズを再現したものを使用し、切り餅に加えて鏡餅の訴求を行った。

### CM出演者
サトウの切り餅
- 芦田愛菜 2022年
- 相川結 2012年 - 2013年

- 福島和可菜feat.ぷち観音 2011年

-   - CM曲「モチモチ・モテモテ」（作詞・作曲:宮下浩司）は2012年リリース。

- 西川峰子（現・仁支川峰子） 1970年代後半 - 1980年代

サトウの鏡餅
- Negicco 2023年
- Negicco 2014年
- 相川結 2012年